# Break It Up
A Break It Up a Scooter 1996-ban megjelent kislemeze, a második kislemez a "Wicked!" című albumról. A kislemez merőben szokatlan volt az együttestől: tempója lassú, H.P. Baxxter énekel benne, és a felvételekhez egy akusztikus gitárt is használtak. Rádióbarát jellege miatt sok adó műsorára felkerült. A dalt nem a Scooter szerezte, hanem a német előadó, Nosie Katzmann, aki még két dalt írt a részükre, de csak ez az egy került kislemezre.
Ferris elmondása szerint Katzmann eredetileg azt akarta, hogy ő énekelje el a dalt, amit H.P. Baxxter ellenzett, s így vele vették fel.

## Számok listája
1. Break It Up – 03:38
2. Break It Up (Unplugged) - 03:36
3. Wednesday (Kontor Mix) – 06:52

A kislemez megjelent bakelitváltozatban is, erre az unplugged verzió helyett a "Wicked!" albumról egy másik, hasonlóan lassú tempójú szám, a "Scooter Del Mar" került.
A B-oldalként felkerült "Wednesday (Kontor Mix)" a nevével ellentétben nem egy mix, hanem az egyetlen létező változat, címében pedig már megidézi a hamarosan megalapításra kerülő Kontor Records-ot. Ez a dal Dobre & DJ Theor "Benzona!" című számából is tartalmaz elemeket.

## Más változatok
1998-ban a "Rough and Tough and Dangerous" válogatáslemezre felkerült a dal élőben rögzített verziója, amelyet Hamburgban vettek fel. A dal ezt követően kikerült a koncertrepertoárból, legkozelebb már csak 2004-ben bukkant fel a "10th Anniversary Concert" kiadványon.
Nosie Katzmann is felvette a saját dalát, poposra hangszerelt változatban, szintén akusztikus gitárral, mely megjelent "Greatest Hits" című lemezén.

## Videoklip
A videoklipben egy hölgy utazik egy feltehetően orosz városból (a cirill betűs felirat egyébként értelmetlen) a Távol-Keletre vonattal. H.P. a síneken fekszik vagy épp énekel egy szál gitárral; Rick mozdonyvezetőként szerepel; Ferris pedig mezei utasként. A klip érdekessége, hogy szerepel benne a Deutsche Bahn 03 001 pályaszámú gőzmozdonya.

## Közreműködtek
- Nosie Katzmann (szerző)
- H.P. Baxxter (ének, akusztikus gitár)
- Rick J. Jordan, Ferris (zene)
- Jens Thele (producer)
- Marc Schilkowski (CD-borító)
- Michael Herman (fényképek)